# Getúlio Vargas
Getúlio Dornelles Vargas (19. travnja 1882. – 24. kolovoza 1954.), brazilski državnik i političar, predsjednik Brazila u dva navrata (1930. – 1945.) i (1951. – 1954.).

## Životopis
Rodio se u mjestu Sao Borja, država Rio Grande do Sul, u obitelji gaučosa. Prvo je pošao u vojsku, a poslije je studirao pravo.
Ušao je u republikansku politiku, bio izabran u Zastupnički dom, i na mnoge druge funkcije. Od 1928. do 1930. godine bio je guverner svoje države. Kada je 24. listopada 1930. godine izvršen puč kojim je svrgnut predsjednik Washington Luis i njegov nasljednik,
koji je porazio Vargasa na izborima ranije te godine, imenovan je "privremenim predsjednikom".
Provodio je populističku politiku, i poticao nacionalizam, suzbijajući ljevičarsku ideologiju.
Njegova država bila je ustrojena slično kao Italija pod vlašću Benita Mussolinija ili Portugal kojim tada vlada Antonio de Oliveira Salazar.
Prvo je bio pod utjecajem mlađih vojnih časnika koji se bune protiv zemljoposjednika i plantažera kave, a kasnije je na njega utjecao brazilski integralizam kojeg vodi Plinio Salgado.
Rekao je da Brazilci moraju pomoći "usavršiti svoje proizvođače do te mjere kada će postati nedomoljubno hraniti se ili oblačiti stranom robom".
Tolerirao je antisemitizam, poslavši brzojav za rođendan Adolfu Hitleru. Prešao je na stranu Saveznika.
Svrgnut je 1945. godine. Vladao je kao diktator. Vratio se 1951. godine, a umro je počinivši samoubojstvo 1954. godine u predsjedničkoj palači Rio de Janeira.

## Vanjske poveznice
|  | Zajednički poslužitelj ima stranicu o temi Getúlio Vargas |